# دومين لوربيك
دومين لوربيك (بالسلوفينية: Domen Lorbek)‏ مواليد 6 مارس 1985، هو لاعب كرة سلة سلوفيني يلعب في الدوري التركي لكرة السلة ويحمل الرقم 13. يبلغ طوله 6 قدم 6.25 بوصة (2.0 م).

## فرق لعب لها
- سي بي إستوديانتس
- نادي إشبيلية لكرة السلة

## روابط خارجية
- دومين لوربيك على موقع الاتحاد الدولي لكرة السلة (الإنجليزية)
- دومين لوربيك على موقع الدوري الأوروبي لكرة السلة (الإنجليزية)
- دومين لوربيك على موقع الدوري الإسباني لكرة السلة (الإسبانية)
- دومين لوربيك على موقع كرة السلة الأوروبية.كوم (الإنجليزية)
- دومين لوربيك على موقع ريلجم (الإنجليزية)
- دومين لوربيك على موقع بروبوليرز (الإنجليزية)
- دومين لوربيك على موقع سبورتس رفرنس (الإنجليزية)